# Аеродром гірський
Аеродром гірський — аеродром, розташований на місцевості з пересіченим рельєфом і відносними перевищеннями 500 м та більше у радіусі 25 км від контрольної точки аеродрому (КТА). Таким терміном також класифікують аеродром, розташований на висоті 1000 м і більше над рівнем моря.